# Ligne Shimabaratetsudou
La ligne Shimabaratetsudou (島原鉄道線, Shimabara tetsudō-sen) est une ligne ferroviaire située dans la préfecture de Nagasaki au Japon. Elle relie la gare d'Isahaya à celle de Shimabarakō. La ligne est exploitée par la compagnie Shimabaratetsudou.

## Histoire
La section Isahaya - Aino ouvre en 1911 et est prolongée à Kojiromachi en 1912, puis à Minami-Shimabara l'année suivante.
La section Minami-Shimabara – Dozaki ouvre en 1922, et est prolongée à Harajo en 1926 puis à Kazusa deux ans plus tard.
Le 1er avril 2008, la section Shimabarakō – Kazusa est fermée.

## Caractéristiques

### Ligne
- Longueur : 43,2 km
- Écartement : 1 067 mm
- Nombre de voies : Voie unique

### Liste des gares

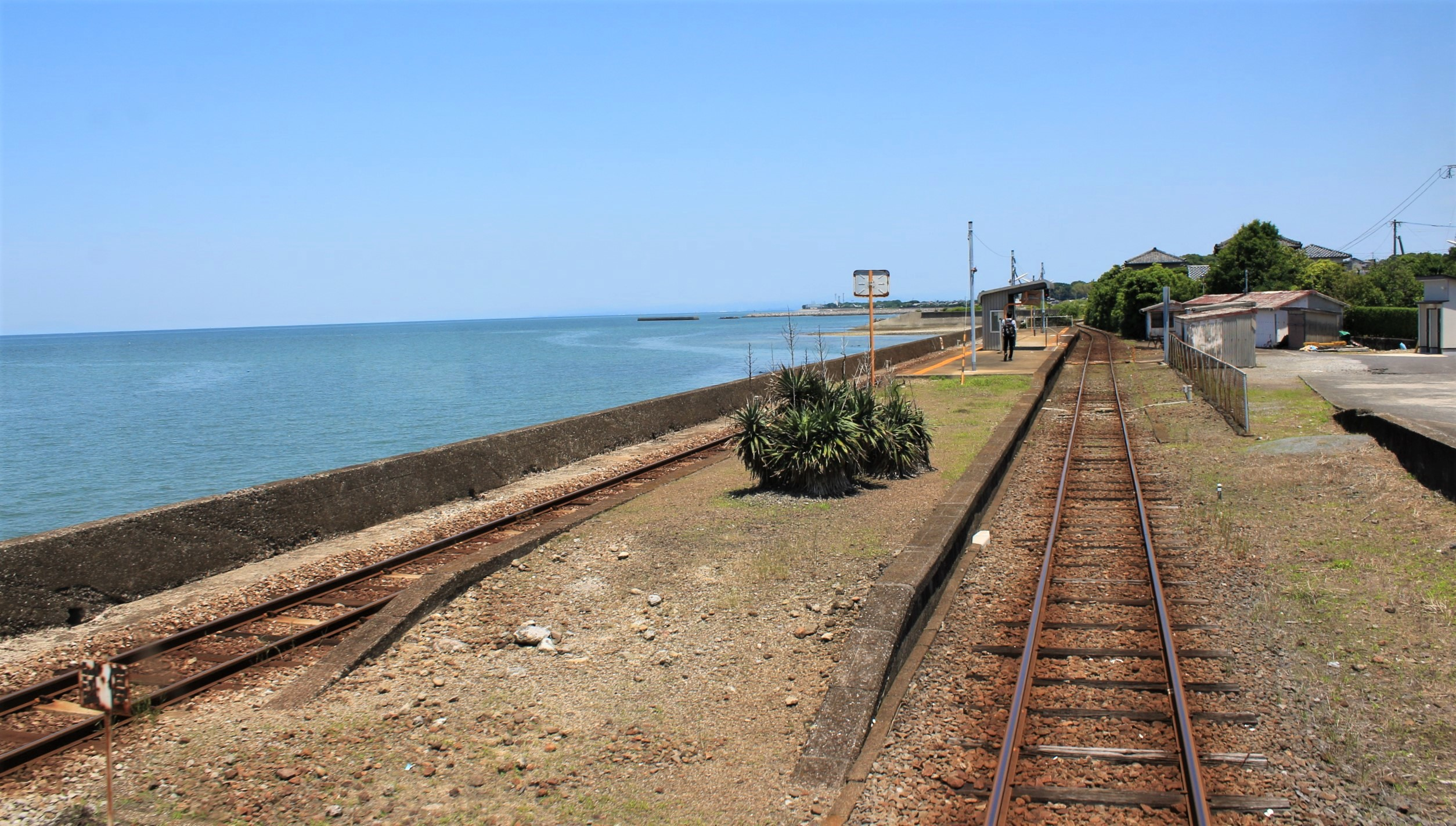
La ligne à Kobe.

La ligne comporte 24 gares.
| Gare                 | Nom japonais   | Distance (km) | Correspondances                                      | Localisation |
| -------------------- | -------------- | ------------- | ---------------------------------------------------- | ------------ |
| Isahaya              | 諫早           | 0             | JR Kyushu : Nishi Kyūshū Shinkansen, Nagasaki, Ōmura | Isahaya      |
| Hon-Isahaya          | 本諫早         | 1,5           |                                                      | Isahaya      |
| Saiwai               | 幸             | 2,9           |                                                      | Isahaya      |
| Ono (ja)             | 小野           | 4,8           |                                                      | Isahaya      |
| Kantakunosato        | 干拓の里       | 5,5           |                                                      | Isahaya      |
| Moriyama             | 森山           | 7,5           |                                                      | Isahaya      |
| Kamanohana           | 釜ノ鼻         | 9,6           |                                                      | Isahaya      |
| Isahaya-higashi-kōkō | 諫早東高校     | 11,4          |                                                      | Isahaya      |
| Aino                 | 愛野           | 12,4          |                                                      | Unzen        |
| Abozaki              | 阿母崎         | 14,4          |                                                      | Unzen        |
| Azuma                | 吾妻           | 16,6          |                                                      | Unzen        |
| Kobe                 | 古部           | 19,6          |                                                      | Unzen        |
| Taishō               | 大正           | 20,8          |                                                      | Unzen        |
| Saigō                | 西郷           | 23,0          |                                                      | Unzen        |
| Kōjiro               | 神代           | 25,5          |                                                      | Unzen        |
| Taira                | 多比良         | 29,4          |                                                      | Unzen        |
| Ariake-Yue           | 有明湯江       | 31,8          |                                                      | Shimabara    |
| Ōmisaki              | 大三東         | 34,1          |                                                      | Shimabara    |
| Matsuo               | 松尾           | 35,2          |                                                      | Shimabara    |
| Mie                  | 三会           | 37,5          |                                                      | Shimabara    |
| Shimabara            | 島原           | 40,5          |                                                      | Shimabara    |
| Reikyūkōen-Taiikukan | 霊丘公園体育館 | 41,5          |                                                      | Shimabara    |
| Shimabara-Funatsu    | 島原船津       | 42,3          |                                                      | Shimabara    |
| Shimabarakō          | 島原港         | 43,2          |                                                      | Shimabara    |